# Kim Poulsen
Kim Poulsen (født 22. marts 1959) er en dansk fodboldtræner.
Som træner førte han Aarhus Fremad fra at være en serieklub til en Superligaen. Han har været træner i Vejle BK, men han blev fyret den 2. april 2007 på grund af dårlige resultater. Den 29. maj 2007 meldte 1. divisionsklubben Næstved Boldklub, at klubben havde ansat Kim Poulsen som cheftræner pr. 1. juli 2007. Han overtog jobbet efter Flemming Christensen, som skiftede til AB. Han har endvidere været landstræner for Tanzania.
Den 8. december 2014 blev det offentliggjort, at han tiltrådte som træner for superligaklubben Silkeborg IF. Herfra blev han fyret igen i slutningen af september 2015 på grund af for dårlige resultater.
Herudover har Kim Poulsen i midten af 1990'erne været ansat som folkeskolelærer ved blandt andet Møllevangskolen i Århus, hvor han underviste i gymnastik og samfundsfag.